# 1330 w polityce

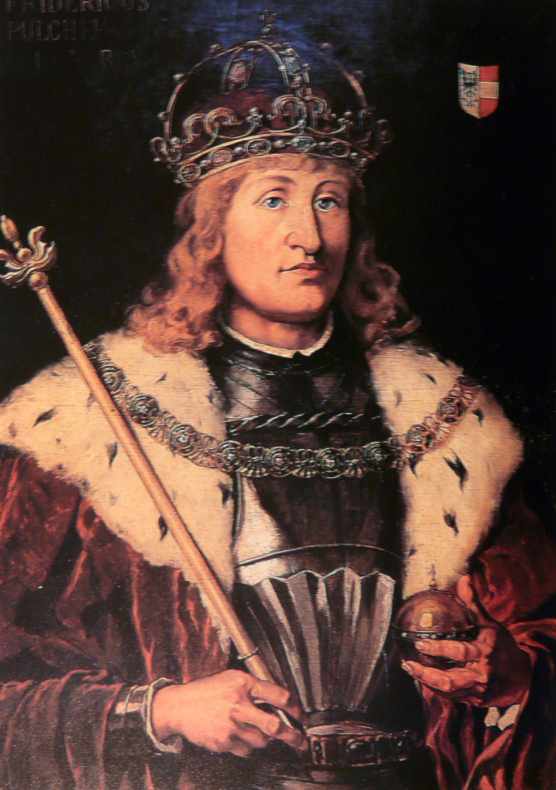
Fryderyk III Piękny

Wydarzenia polityczne w 1330 roku.

## Wydarzenia
- 16 marca Jan Luksemburski odstąpił Krzyżakom prawa do Ziemi dobrzyńskiej (zdobył ją rok wcześniej)[1].
- 17 kwietnia nieudany zamach Felicjana Zacha na dworze węgierskim[1].
- maj-lipiec najazd krzyżacki na Kujawy połączony z mordami i niszczeniem zdobytych miejsc (m.in. spalenie Nakła)[1].
- czerwiec wiec w Chęcinach - ogłoszenie powszechnej wyprawy przeciwko Krzyżakom[2][3].
- wrzesień atak polsko-litewski na posiadłości krzyżackie[2].
- 18 października rozejm Władysława Łokietka z Krzyżakami pod Lipienkiem[2].
- Utworzenie w armii tureckiej korpusu janczarów[4][5].
- Zdobycie Nicei przez Turków osmańskich[3].
- Serbia zwyciężyła Bułgarię w bitwie pod Welbużdem[3].

## Zmarli
- 13 stycznia Fryderyk III Piękny, antykról niemiecki[6].